# Мађарски агар
Мађарски агар (мађ. Magyar Agár), такође познат као мађарски хрт, води порекло из Мађарске и Трансилваније. Ово је веома стара раса. Одличан је ловац на зечеве, али и привржен и веран кућни љубимац. Добро се слаже са децом, одличан избор за активне људе који воле спорт.

## Основно
- Мужјак
  - Висина од 65 до 70 цм
  - Тежина од 25 до 30 кг
- Женка
  - Висина од 62 до 67 цм
  - Тежина од 23 до 29 кг

## Историја
Сматра да је мађарски хрт дошао у Алфелд пре више од хиљаду година. Интезивно је кориштен у жупанијама Шомођ, Саболч-Сатмар-Берег и Хајду-Бихар. Мада, историја мађарског хрта сеже и даље од тога. Верује се да је најмање стара 1100 година али не постоји писани подаци пре 1800-тих година. Историчари сматрају да је мађарски хрт путовао са Мађарима, номадским племеном у Мађарској, када су живели на Уралу Евроазије. Пошто нема писаних трагова, ово остаје теорија. Археолози су нашли доказе о постојању мађарског хрта на карпатском планинском ланцу. Ова планина се налази дуж источне и северне границе Мађарске. Мађарски хрт се морао прилагодити околини током путовања са Мађарима. Остаје неодговорено питање да ли су мађарски хртови пратили Мађаре на карпатски планински ланац, или су дошли након што су Мађари већ били тамо. Мађарски хрт данас веома подсећа на енглеског хрта, осим што је мало већи и тежи. Мађари су веома везани за ову пасмину, али је она углавном непозната ван државних граница.

## Карактеристике пса

### Нарав
Мађарски агар је брз и интелигентан пас који се највише користи у лову на зечеве и лисице. Нежан је и миран као кућни љубимац. Доброћудан је, није агресиван и пажљив је са децом. Иако има израженији чуварски истинкт у односу на многе хртове, генерално је пријатељски настројен према људима, мада помало резервисан према странцима. Вежу се за људску породицу.

### Општи изглед
Мађарски хрт је високоног, а тело је правоугаоно, мишићаво и компактно. Очи су тамне, средње величине, а поглед отворен и неустрашив. Уши су веома покретне, нису тако мале и мекане као код грејхунда. Усађене су прилично високо у "V" облику преклопљене, или полусавијено прилежуће. Реп је средње високо усађен. Допире до скочног зглоба када је у мировању. Има кратку и равну длаку, а током зиме постоји прилична подлака. Што се тиче боје, дозвољене су све боје и комбинације боја које се јављају код хртова, а најчешће су то црна, тамножута, сивкаста, са пегама или шарама.

## Нега и здравље
Мађарски хртови су невероватно издржљиви када је у питању физичка активност. Слично као и код грејхундова, задовољни су и када већину дана прележе. Али им је потребна свакодневна вежба како би остали здрави и срећни. Дуге шетње или трчање морају бити део њиховог живота. Њихова длака се лако одржава. Стално се лињају, али минимално, и не захтевају редовно четкање или купање. Нокте треба редовно подрезивати ако се нису истрошили вежбајући на бетону.
Ово је прилично здрава раса, а неки од здравствених проблема који се могу јавити су проблеми са очима, дисплазија кука, хипотиреодизам.
Животни век ове пасмине је од 12 до 14 година.